# Междуречье (Локтевский район)
Междуречье — поселок в Локтевском районе Алтайского края России. Входит в состав Второкаменского сельсовета.

## География
Расположен на юге края, примерно в 35 км от границы с Казахстаном, на мелкосопочной равнине, у реки Каменка, вблизи её впадения в р. Алей.
Климат
резко континентальный. Средняя температура января −17,2°С, июля +20,2°С. Годовое количество атмосферных осадков 365 мм.

## История
Основан в 1920 году.
В 1928 г. выселок Междуреченский состоял из 66 хозяйств. В составе Александровского сельсовета Локтевского района Рубцовского округа Сибирского края.

## Население
| 1926 | 1997 | 1998 | 1999 | 2000 | 2001 | 2002 | 2003 | 2004 |
| ---- | ---- | ---- | ---- | ---- | ---- | ---- | ---- | ---- |
| 373  | ↘122 | ↘121 | ↘113 | →113 | ↗121 | ↘116 | ↗120 | ↘110 |
| 2005 | 2006 | 2007 | 2008 | 2009 | 2010 | 2011 | 2012 | 2013 |
| ↘96  | ↗108 | ↘98  | ↗111 | ↗112 | ↘101 | ↘100 | ↘93  | ↘86  |

национальный состав
В 1928 г. основное население — русские.
Согласно результатам переписи 2002 года, в национальной структуре населения русские составляли 97 % от 118 жителей.

## Инфраструктура
Личное подсобное хозяйство.

## Транспорт
Посёлок доступен по дороге общего пользования межмуниципального значения «подъезд к пос. Междуречье» (идентификационный номер 01 ОП МЗ 01Н-2614) протяженностью 2,100 км.